# 寝谷站
寢谷站为韩国铁路蟾津江汽车镇观光铁道上的一座鐵路站，位于全罗南道谷城郡梧谷面。

## 历史
- 1936年12月16日，落成使用。
- 1945年8月15日，停止使用。
- 2004年4月，重新在蟾津江汽车镇观光铁道上启用。

## 邻近车站
蟾津江汽车镇观光铁道
谷城站 - 寢谷站 - 柯亭站